# El Busto
El Busto – gmina w Hiszpanii, w Nawarze, o powierzchni 7,18 km². W 2011 roku gmina liczyła 73 mieszkańców.